# Давид (царь Кахетии)
Давид Великий (груз. დავით დიდი; ум. 1010) — царь Кахети и Эрети (976—1010) из династии Аревманели. Член династии Кириакидов, правившей Кахетией с конца IX века.

## История

### Правление
Давид правил 34 года, в то время как князь Багратиони Баграт III пытался объединить грузинские земли.  Он столкнулся с двумя грузинскими вторжениями в 1008 и 1010 годах. Потерпев однажды поражение, он был восстановлен на своем троне в результате дворянского восстания, но правил лишь недолгое время до своей смерти.

### Биография
Давид был младшим сыном Квирике II, хорепископа Кахетинского. Его старший брат Фадла умер до 957 года, что сделало его наследником престола этого грузинского православного княжества, в то время, когда последнее находилось в разгаре конфликта с соседним Абхазским царством. Когда царь Абхазии Леон III, контролировавший грузинские земли от Черного моря до границы Кахетии, вступил на престол в 957 году, он согласился на мир между двумя государствами и выдал свою дочь замуж за Давида.
Юная принцесса родила троих детей, но вскоре умерла, и эта смерть привела к новой войне между Абхазией и Кахетией. Давид не женился повторно.
После смерти своего отца в 976 году, Давид вступил во владение и стал хорепископом Кахетии. Этот титул имел религиозный подтекст, но со временем секуляризировался и стал означать «наследственный принц». По данным средневекового летописца Леонтия Мровели, он правил «мудро» 34 года из крепости Дзвели Галавани («Старые стены») в Телави, поддерживая неустойчивый мир с Абхазией и разделяя с ней регион Картли.

В 1008 году, амбициозный Багратиони Баграт III, царь Абхазии и правитель Тао-Кларджети, стал королем картвельцев, объединив таким образом три важнейших титула Грузии. Начав кампанию по объединению Грузии, он стремился изгнать Давида из Картли, угрожая ему войной, если он не сдаст свои крепости в центральной Грузии. Давид отправил ему письмо, в котором говорилось: 
Если вам нужны эти крепости, решат сила и судьба оружия. Что касается меня, я жду встречи с тобой на берегу Ксани.
Баграт III во главе мощной армии абхазов и картлийцев пересек мост Мцхета и вторгся в Тианетию, на севере Кахетии. Войска Давида были быстро разбиты, поскольку он был вынужден найти убежище в Эрети, самой восточной провинции Кахетии, в то время как Баграт III аннексировал остальную часть своего княжества и назначил бюрократа Абулала местным губернатором. Грузинский царь продолжил свой поход в сторону Эрети и сумел подчинить регион.
Местная знать, опасаясь самодержавного и централизованного режима Баграта III, осталась верной Давиду и восстала между 1009 и 1010 годами, восстановив Давида на троне. Однако последний правил только Эрети до своей смерти в 1010 году. Он оставил на своем ослабевшем троне своего сына Квирике III, который продолжил войну своего отца до завоевания независимости в 1014 году.

## Семья
Принц Давид женился около 957 года на дочери царя Абхазии Леон III, от которого она родила троих детей:
- Квирике, впоследствии царь Кахетии
- Золакертель, жена царя Давида I Анхогина
- дочь, замужем за принцем Марисили.